# Hyamia
Hyamia là một chi bướm đêm thuộc họ Erebidae.